# Polyalthia suberosa
Polyalthia suberosa este o specie de plante din genul Polyalthia, familia Annonaceae. A fost descrisă pentru prima dată de William Roxburgh, și a primit numele actual de la George Henry Kendrick Thwaites. A fost clasificată de IUCN ca specie cu risc scăzut. Conform Catalogue of Life specia Polyalthia suberosa nu are subspecii cunoscute.